# Prêtre provincial
Les prêtres provinciaux, ou grand-prêtres, (en latin sacerdos provinciae, en grec άρχιερεύς archiereus) sont, dans la religion romaine, les prêtres chargés du culte impérial dans les provinces romaines.
Cette charge est une création de l'époque impériale, qui résulte de l'usage de mettre, dans les provinces, l'empereur régnant au rang des dieux.
Le culte de Rome avait pris naissance beaucoup plus tôt, mais il était resté généralement municipal. Alors qu'à Rome le culte des divi, c'est-à-dire des empereurs morts, fut seul admis, le culte provincial fut celui de Rome et de l'empereur vivant.

## Organisation
Le culte provincial n'était réglé par aucune loi d'ensemble s'appliquant à toutes les provinces ; aussi les deux moitiés de l'Empire, latine et grecque, présentent dans cet ordre de choses un certain nombre de différences, mais il y eut aussi bien des traits communs. 
En principe, les provinciaux restaient libres d'organiser ce culte à leur guise. Pratiquement, si l'empereur ou le Sénat n'intervinrent que sur requête, le gouverneur dut exercer une discrète surveillance, inspirer même officieusement quelques mesures. Le prêtre provincial échappait au système de la collégialité : il appartenait à un seul dignitaire, élu, dans la province ou le groupe de provinces unies pour la célébration du culte des Césars (par exemple au Sanctuaire fédéral des Trois Gaules ou en Dacie romaine), par l'assemblée provinciale pour un temps donné et non à vie. Le sacerdoce est certainement annuel en Afrique romaine et en Narbonaise, et ailleurs aussi très probablement. 
Pour insignes, le prêtre provincial avait la couronne d'or, souvent ornée des bustes des Césars, et la robe de pourpre, imitation de la toge impériale.
En Orient, le prêtre provincial s'appelait archiéreus, et en Occident, suivant les régions, flamen (dans les provinces alpestres, Espagne, Narbonaise, Afrique hormis la proconsulaire) ou sacerdos (dans les autres provinces, notamment les Gaules). 
L'hégémonie romaine ayant partout favorisé le régime aristocratique, ce personnage ne pouvait être qu'un notable, citoyen d'ailleurs de n'importe quelle ville de la province. D'ordinaire, il avait parcouru le cursus honorum municipal (beaucoup d'inscriptions qui les commémorent portent la mention omnibus honoribus functus ou une autre analogue). La plupart de ces prêtres étaient citoyens romains, mais il ne semble pas que cette qualité leur fût indispensable : il se peut même que la citoyenneté romaine leur ait été accordée à leur entrée en charge, ou, mieux encore, à l'expiration de leurs fonctions, lorsqu'ils prenaient le titre de sacerdotalis ou de flaminalis, impliquant des privilèges, honorifiques ou autres, dans leurs villes et dans la province entière. 
Lorsqu'après Constantin le culte impérial eut été sécularisé, les sacrifices disparus, il y eut encore des jeux et, pour les diriger, des sacerdotes provinciae ; mais nous ne suivons guère leurs traces qu'en Afrique et en Asie ; à cette époque, ils sont souvent députés par l'assemblée auprès de l'empereur ; aussi les choisit-on de préférence parmi les advocati ; ils continuent à être élus comme auparavant. Le caractère onéreux de leur charge les fit dispenser de plusieurs autres charges. Julien leur rendit leurs attributions religieuses, pour les opposer aux évêques, mesure dont l'effet fut aussi court que son règne.

## Attributions
En dehors de ses attributions proprement cultuelles, le prêtre provincial en charge jouissait de diverses prérogatives : du jus sententiae dicendae, du jus signandi, et d'une place d'honneur dans la curie, à l'assemblée du peuple et au théâtre. En cas de vacance par décès, nous ne savons pas pour chaque province comment était désigné le subrogatus. 
Toute assemblée provinciale avait le droit de discuter des intérêts communs de la province ; mais, en fait, elle se réunissait principalement pour voter des honneurs publics, célébrer des cérémonies religieuses, des fêtes et jeux. Par suite, le grand prêtre semblait tout désigné pour la présider ; d'où la fusion qui devait tendre à s'accomplir entre son titre et ceux que portaient les chefs des confédérations que Rome laissa subsister en Orient. 
Le grand-prêtre provincial n'avait pas la haute main sur les autres prêtres de la province. Maximin chercha à hiérarchiser le culte impérial en conférant à ceux qui le célébraient suprématie et juridiction sur les autres prêtres, mais sa tentative fut sans lendemain. 

## Source
« Prêtre provincial », dans Charles Victor Daremberg et Edmond Saglio (dir.), Dictionnaire des Antiquités grecques et romaines, 1877-1919 [détail de l’édition] (lire en ligne) (« quelques transcriptions d'articles », sur mediterranees.net)